# Association Luxembourgeoise des Employés de Banque et d’Assurances
Die Association Luxembourgeoise pour tous les Employés ayant Besoin d’Assistance, (früher Association Luxembourgeoise des Employés de Banque et d’Assurances a.s.b.l.) kurz ALEBA ist eine Luxemburger Gewerkschaft für Arbeitnehmer aller Branchen. Nach eigenen Angaben hat die ALEBA heute über 10.000 Mitglieder und ist damit drittgrößte Gewerkschaft in Luxemburg.

## Geschichte
1918 schlossen sich erstmalig Arbeitnehmer des Bankensektors zusammen, um ihre gemeinsamen Interessen zu vertreten; im Bereich der Beschäftigen des Privatsektors waren dies die Association Cantonale Générale des Employés Privés und die Fédération Nationale des Employés du Luxembourg.
Der Zusammenschluss erfolgte als „Fédération Générale des Employés de l’Etat“ und beinhaltete im Wesentlichen die folgenden 3 Punkte:
- Bekämpfung der Erhöhung der Lebenshaltungskosten
- Verringerung der steuerlichen Belastung
- Erwirkung von Entschädigungen für die Schäden durch Luftangriffe im Krieg.

Etwas später im Jahr 1918 wurde der „Luxemburger Bankbeamtenverein“, die „Association Luxembourgeoise des Employés de Banque“, abgekürzt „ALEB“, gegründet. Wenig später schlossen sich die Arbeitnehmerverbände zum Verband der Privaten Arbeitnehmer des Großherzogtums Luxemburg (Fédération des Employés Privés du Grand-Duché de Luxembourg; kurz FEP) zusammen.
1929 wurden erstmals Rechtsvorschriften für Holdinggesellschaften eingeführt. Die „Sterbekasse“ der früheren „ALEB“ wurde am 20. Oktober 1928 offiziell gegründet und die Satzung unter dem Namen „Sterbekasse des Luxemburger Bankbeamtenvereins“ veröffentlicht.
Nach dem Zweiten Weltkrieg wurde die Wirtschaft erneut von der Stahlindustrie getragen. Der heraufziehende große Stahlkrise ab 1975 begegnete Luxemburg dank der Initiative verschiedener Politiker mit einer Schwerpunktverlagerung auf den Finanzsektor. So gab es 1955 lediglich 996 Beschäftigte im Banken- und 224 Arbeitnehmer im Versicherungssektor. 1967 hingegen lag die Zahl bereits bei 2400 und erhöhte sich bis 1980 auf 7600 und bis 1990 auf 15.500.
1967 wurden die ersten Tarifverträge für den Finanzsektor durch die FEP unterzeichnet. 1978 trennte sich die ALEBA endgültig von der FEP ab und etablierte sich als autonom handelnde Gewerkschaft. 1979 vereinigten sich die FLA und der LAV mit führenden Dissidenten der FEP und gründeten den OGB-L; die ALEBA dagegen setzte einen eigenständigen Weg fort.